# 라우터아어호른
라우터아어호른(Lauteraarhorn)은 스위스 베른주에 위치한 베른 알프스의 봉우리(4,042m)이다. 높은 산등성이로 연결된 높은 슈렉호른과 함께 가장 가까운 지역인 그린델발트에서 남동쪽으로 약 10km 떨어진 하부 그린델발트 빙하와 운터아어 빙하의 계곡 사이에 있다. 라우터아어호른은 아레 대산괴에 속한다. 그리고 큰 빙하로 둘러싸여 있다: 라우터아어 빙하와 슈트랄에크 빙하(둘 다 운터아어 빙하의 지류)와 오버스 이슈메어(그린델발트 빙하의 지류). 베른 알프스의 주요 능선에서 떨어져 있기 때문에 라우터아어호른과 슈렉호른을 둘러싼 모든 빙하는 아레 분지의 일부이다. 라우터라호른은 슈렉호른 다음으로 두 번째로 높은 봉우리로 베른주 내에 완전히 자리 잡고 있다. 행정적으로는 그린델발트와 구탄넨의 지자체로 나뉜다.

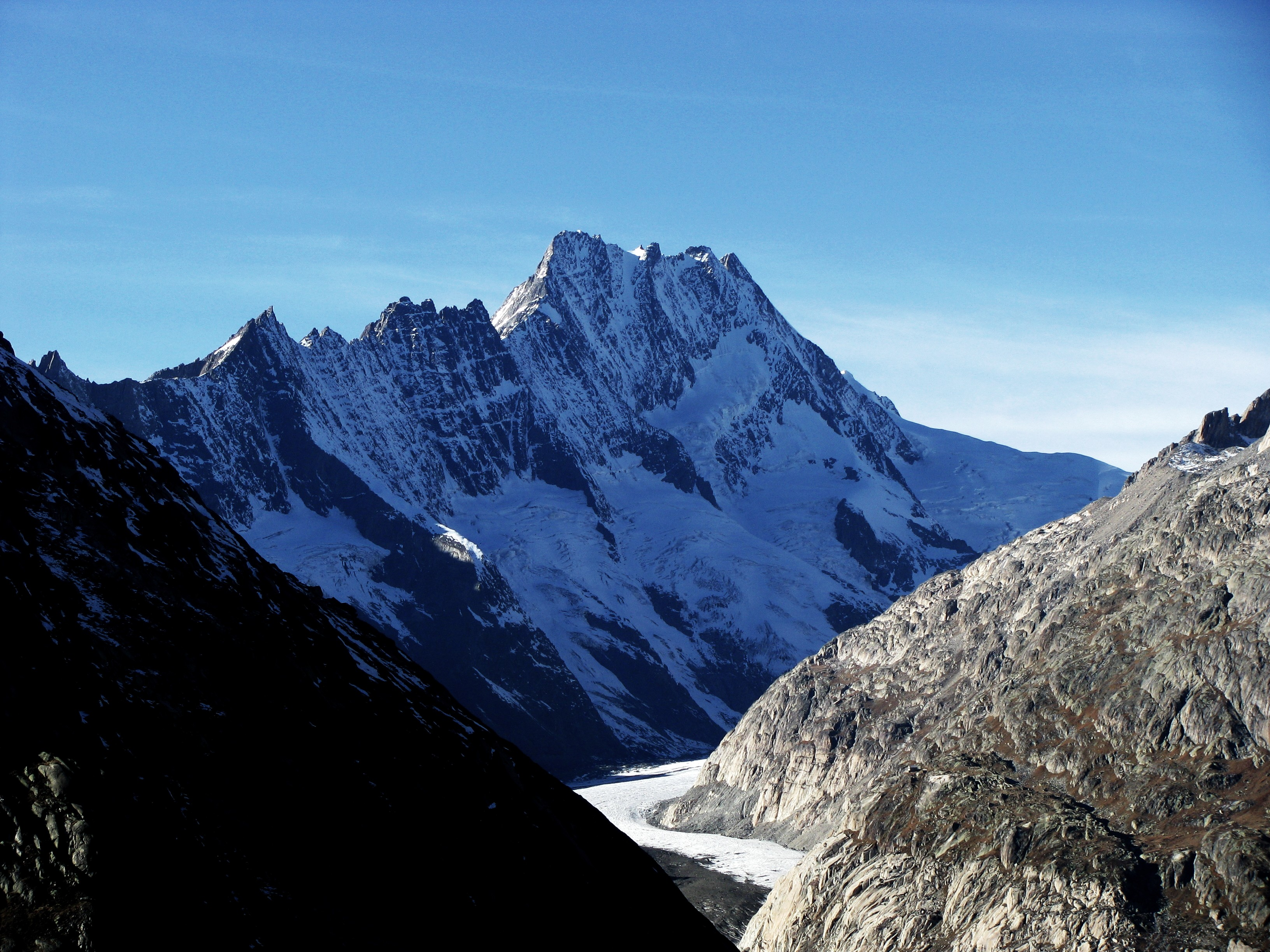
운터아어 빙하 위의 라우터아어호른

라우터아어호른에는 이름이 알려지지 않았지만, 눈에 띄는 두 개의 보조 정상이 있다. 북쪽 정상(4,015m)과 중앙 정상(4,014m)은 둘 다 30m 이상의 지형 돌출부를 가지고 있다. 주요 정상은 최남단에 있으며 약간 높은 슈렉호른과 연결하는 능선(슈렉자텔)의 높은 고도로 인해 128m의 완만한 지형 돌출부가 있다. 라우터아어호른의 주요 정상(인접한 슈렉호른과 함께)만이 UIAA 알파인 4천 산 목록에 있다.
첫 번째 등반은 1842년 8월 8일 피에르 장 에뒤아르 데소(Pierre Jean Édouard Desor), 크리스티앙 기라르(Christian Girard), 아놀드 에셔 폰 더 린트(Arnold Escher von der Linth)가 가이드 멜히어 반홀처(Melchior Bannholzer)및 야콥 로이톨트(Jakob Leuthold)와 함께 했다.